# Knebel

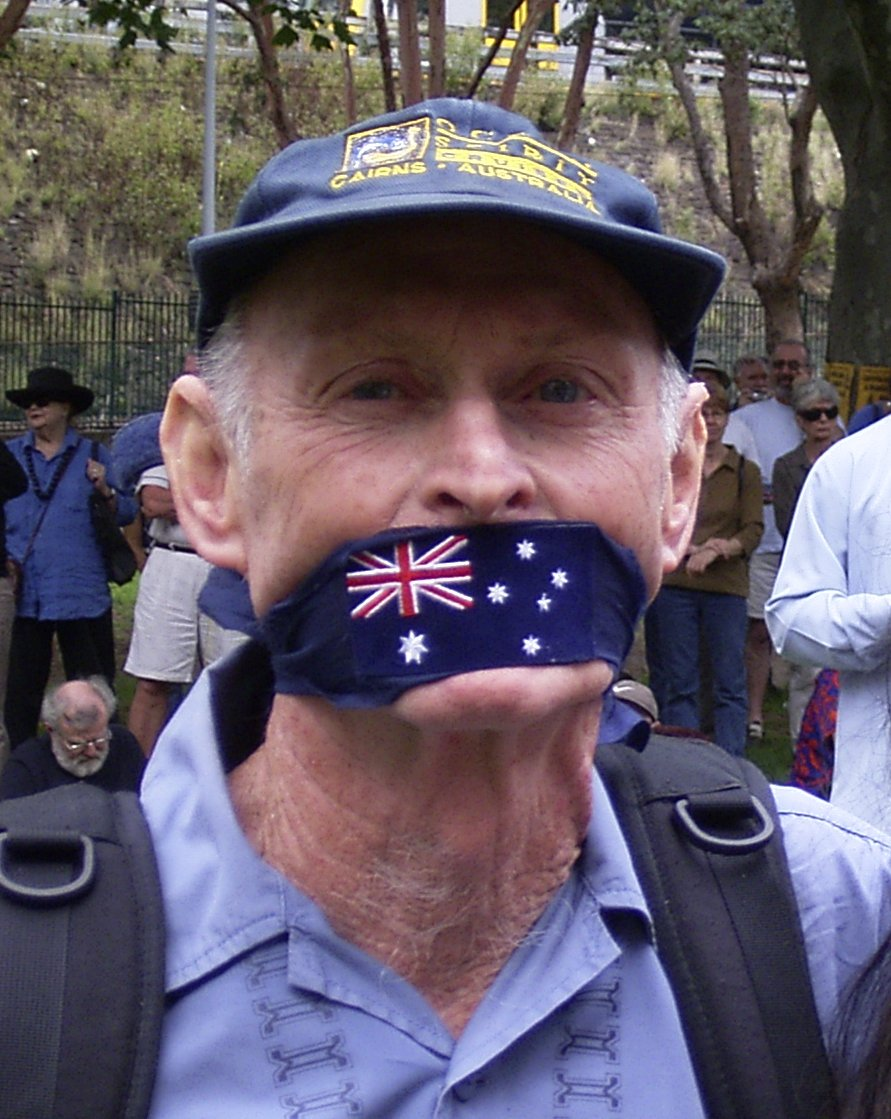
Knebel

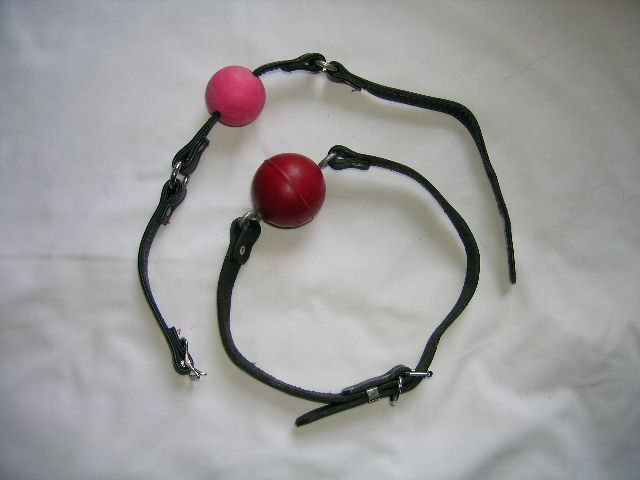
Kneble przeznaczone do celów erotycznych

Knebel – przedmiot wkładany do ust lub przykrywający je, mający na celu utrudnienie lub uniemożliwienie przez osobę kneblowaną mowy oraz wydawania innych dźwięków ustami. Czynność taką nazywa się zakneblowaniem. 
Knebel może być stosowany jako element przemocy w stosunku do ofiary przestępstwa. Bywa również używany w celach erotycznych, szczególnie w praktykach BDSM.
Założenie knebla może łatwo doprowadzić do śmierci poprzez uduszenie, szczególnie w przypadku, gdy ofiara ma niedrożny nos (na przykład z powodu polipów).